# سیارک ۵۶۳
سیارک ۵۶۳ (به انگلیسی: 563 Suleika، نامگذاری:1905QK) پانصد و شصت و سومین سیارک کشف شده‌است که در ۶ آوریل ۱۹۰۵ و در هایدلبرگ کشف شد.
قدر مطلق سیارک برابر ۸٫۵۰ است.